# Ruta Provincial 7 (Misiones)
La Ruta Provincial 7 es una carretera argentina con jurisdicción en la Provincia de Misiones. Recorre aproximadamente 39 kilómetros dentro de los departamentos San Ignacio y Cainguás. Está totalmente pavimentada y tiene su inicio en la intersección con la Ruta Nacional 12 en la ciudad de Jardín América y culmina en la Ruta Nacional 14, en la localidad de Aristóbulo del Valle.

## Recorrido
La ruta tiene sentido general oeste-este y está totalmente asfaltada. Tiene su inicio en la intersección con la Ruta Nacional 12 en la ciudad de Jardín América y atraviesa los distritos municipales Campo Grande (límite municipal) y Ruiz de Montoya (límite municipal), finalizando su trazado en la intersección con la Ruta Nacional 14 luego de haber atravesado el casco urbano de Aristóbulo del Valle. Durante su recorrido se cruza con las rutas RP8 y RP223.

## Localidades
Las ciudades y pueblos por los que pasa esta ruta son las siguientes:
- Departamento San Ignacio: Jardín América
- Departamento Cainguás: Aristóbulo del Valle.

## Geología y relieve

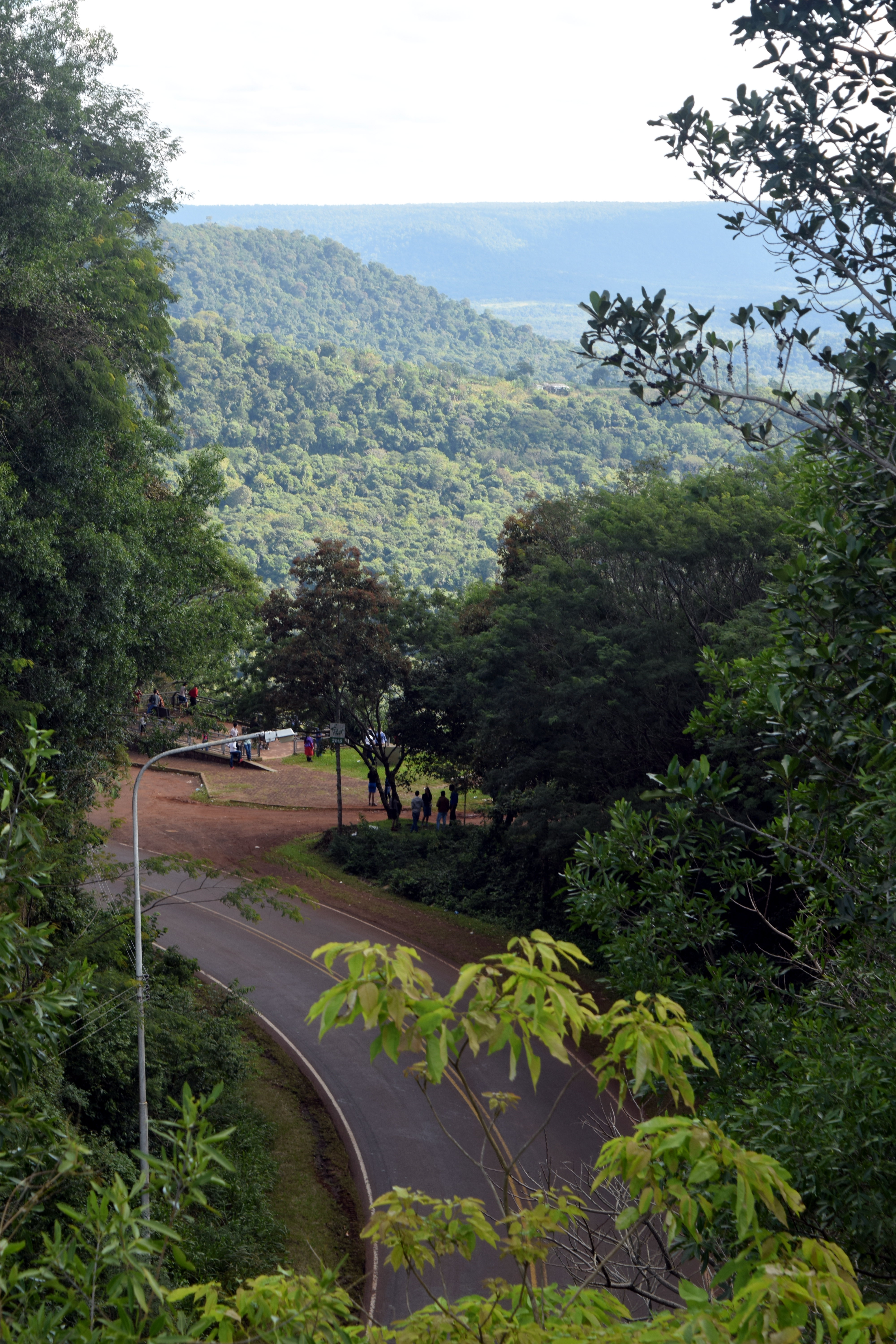
La Ruta 7 antes de llegar al primer mirador.

Su pavimentación data de la década de 1970. Los mayores trabajos viales se realizaron en los 10 kilómetros próximos a Aristóbulo del Valle donde fue necesario dinamitar grandes formaciones de basalto de hasta unos 25 m de altura. Este basalto ya pertenece al Macizo de Brasilia.
Todo su recorrido va en ascenso (en sentido oeste-este, Jardín América-Aristóbulo del Valle) de los 200 m s. n. m. hasta los 490 m s. n. m.
Cortan la ruta varios arroyos, que desembocan en el río Paraná. Dos de los más importantes son: el arroyo Tabay y el Cuñá Pirú (este último con un balneario a unos escasos 1000 m de la ruta).

## Turismo

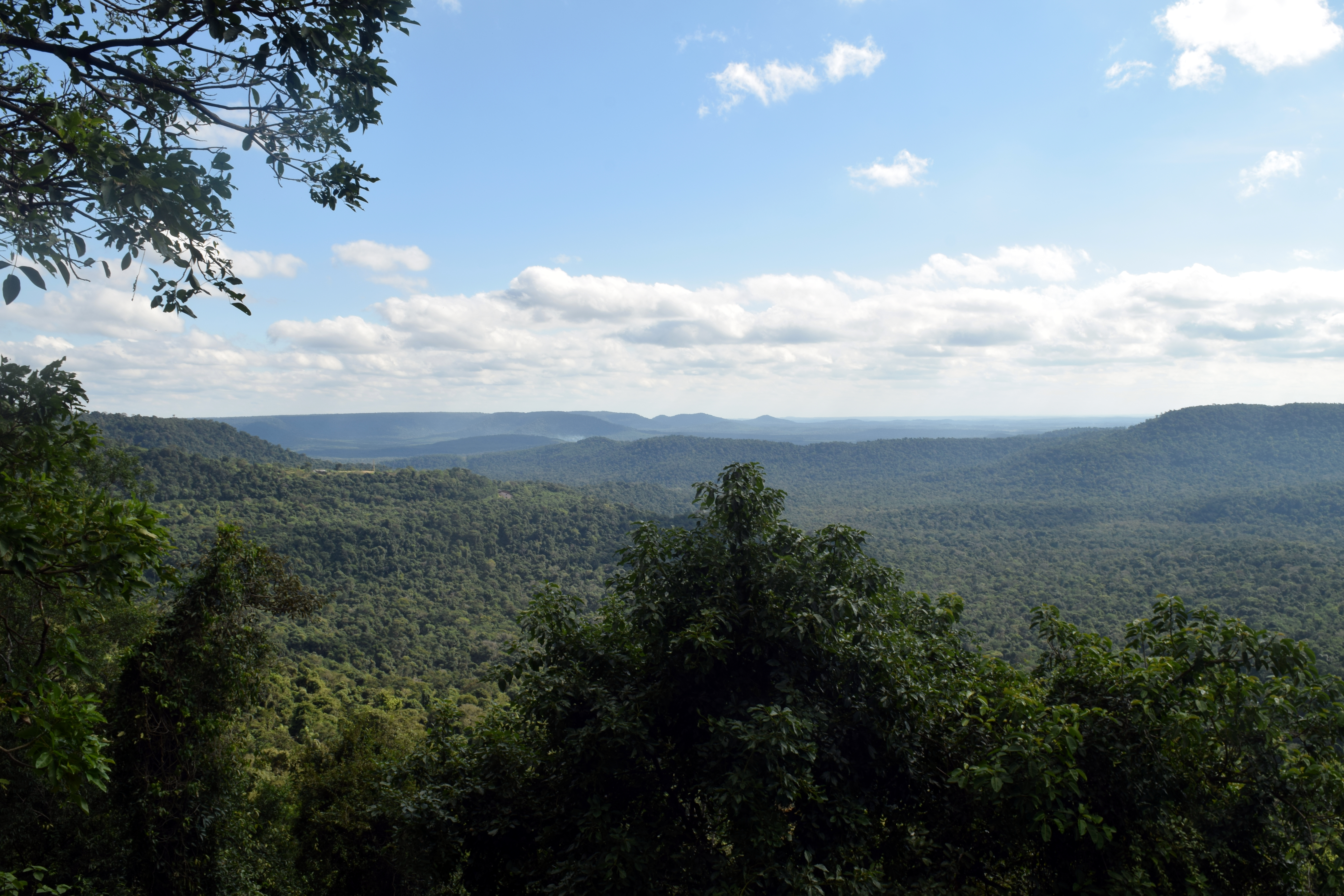
Vista panorámica desde uno de los miradores del Valle de Cuñá Pirú.

La ruta es una experiencia inolvidable a través del corazón de la Selva Misionera, donde se observa la diversidad de especies de flora. Es posible disfrutar una vista panorámica mediante dos miradores a un lado de la carretera, donde se divisa la selva hasta el horizonte y el área protegida Reserva del Valle del Cuña Pirú. También su recorrido implica atravesar varias Comunidades Mbya-guaraní donde es posible adquirir artesanías y ver fugazmente su vida cotidiana.